# 2012년 퍼시픽 리그 클라이맥스 시리즈
2012년 퍼시픽 리그 클라이맥스 시리즈(일본어: 2012年のパシフィック・リーグクライマックスシリーズ, 영어: 2012 Pacific League Climax Series)는 2012년 10월에 개최된 일본 프로 야구 퍼시픽 리그의 클라이맥스 시리즈 경기이며, 이 경기에서의 경기 결과와 성적에 대해 설명한다.

## 개요
클라이맥스 시리즈는 일본 시리즈의 출전권을 내건 플레이오프 토너먼트이다.
출전 팀은 정규 시즌의 순위야말로 다르지만 작년과 같은 3개 구단이 되었다. 금년도 정규 시즌에 실시했던 절전을 위한 ‘3시간 30분이 경과된 후 새로운 이닝에 들어가지 않는다’라는 규정은 시행되지 않았고 연장전은 시간 무제한 12회까지 실시한다.

### 퍼스트 스테이지
2012년도 정규 시즌 2위 팀인 사이타마 세이부 라이온스와 3위 팀 후쿠오카 소프트뱅크 호크스와의 3전 2선승제로 치렀고, 승리팀인 소프트뱅크는 파이널 스테이지에 진출했다.
- 일시 : 10월 13일부터 10월 15일
  - 예비일 : 10월 16일(16일까지 모든 경기를 소화할 수 없는 경우에는 중단됨)
- 구장 : 세이부 돔

### 파이널 스테이지
2012년도 정규 시즌 1위 팀인 홋카이도 닛폰햄 파이터스(어드밴티지 1승이 미리 주어진다)와 퍼스트 스테이지 승리팀인 후쿠오카 소프트뱅크 호크스와의 6전 4선승제로 치렀고, 승리팀인 닛폰햄은 코나미 일본 시리즈 2012의 출전권을 얻었다.
- 일시 : 10월 17일부터 10월 22일
  - 예비일 : 10월 23일, 10월 24일(24일까지 모든 경기를 소화할 수 없는 경우에는 중단됨)
- 구장 : 삿포로 돔

## 클라이맥스 시리즈 참가 팀 및 감독
| 팀 순위       | 소속                       | 감독              | 정규시즌 성적  |
| ------------- | -------------------------- | ----------------- | -------------- |
| 정규 리그 1위 | 홋카이도 닛폰햄 파이터스   | 구리야마 히데키   | 74승 11무 59패 |
| 정규 리그 2위 | 사이타마 세이부 라이온스   | 와타나베 히사노부 | 72승 9무 63패  |
| 정규 리그 3위 | 후쿠오카 소프트뱅크 호크스 | 아키야마 고지     | 67승 12무 65패 |

### 대진표
|  | 퍼스트 스테이지(준결승) | 퍼스트 스테이지(준결승) |                         |      | 파이널 스테이지(결승) | 파이널 스테이지(결승) |
|  |                         |                         |                         |      |                       |                       |
|  |                         |                         |                         |      |                       |                       |
|  |                         |                         |                         |      |                       |                       |
|  |                         |                         |                         |      |                       |                       |
|  |                         |                         | (6전 4선승제) 삿포로 돔 |      |                       |                       |
|  |                         |                         |                         |      |                       |                       |
|  | 닛폰햄                  | ☆○○○                    |                         |      |                       |                       |
|  | 닛폰햄                  | ☆○○○                    | (3전 2선승제) 세이부 돔 |      |                       |                       |
|  |                         |                         | 소프트뱅크              | ★●●● |                       |                       |
|  | 세이부                  | ●○●                     | 소프트뱅크              | ★●●● |                       |                       |
|  | 세이부                  | ●○●                     |                         |      |                       |                       |
|  | 소프트뱅크              | ○●○                     |                         |      |                       |                       |
|  | 소프트뱅크              | ○●○                     |                         |      |                       |                       |
|  |                         |                         |                         |      |                       |                       |
|  |                         |                         |                         |      |                       |                       |
|  |                         |                         |                         |      |                       |                       |
|  |                         |                         |                         |      |                       |                       |

- ☆·★ = 파이널 스테이지 어드밴티지 부여에 따라 우선 승패를 나눠 가져감.

## 경기 일정

### 퍼스트 스테이지
- 1차전 : 10월 13일
- 2차전 : 10월 14일
- 3차전 : 10월 15일

### 파이널 스테이지
- 1차전 : 10월 17일
- 2차전 : 10월 18일
- 3차전 : 10월 19일

## 경기 결과

### 퍼스트 스테이지

#### 경기 기록
| 일시                               | 경기  | 원정팀(선공)               | 스코어 | 홈팀(후공)               | 개최 구장 |
| ---------------------------------- | ----- | -------------------------- | ------ | ------------------------ | --------- |
| 10월 13일(토)                      | 1차전 | 후쿠오카 소프트뱅크 호크스 | 2 - 1  | 사이타마 세이부 라이온스 | 세이부 돔 |
| 10월 14일(일)                      | 2차전 | 후쿠오카 소프트뱅크 호크스 | 0 - 8  | 사이타마 세이부 라이온스 | 세이부 돔 |
| 10월 15일(월)                      | 3차전 | 후쿠오카 소프트뱅크 호크스 | 3 - 2  | 사이타마 세이부 라이온스 | 세이부 돔 |
| 승리팀: 후쿠오카 소프트뱅크 호크스 |       |                            |        |                          |           |

#### 1차전
- 10월 13일 - 세이부 돔

| 팀                                                                                        | 1 | 2 | 3 | 4 | 5 | 6 | 7 | 8 | 9 | R | H | E |
| 소프트뱅크                                                                                | 0 | 1 | 1 | 0 | 0 | 0 | 0 | 0 | 0 | 2 | 7 | 1 |
| 세이부                                                                                    | 0 | 0 | 0 | 0 | 0 | 0 | 0 | 0 | 1 | 1 | 5 | 0 |
| 승리 투수: 셋쓰 다다시(1-0) 패전 투수: 마키타 가즈히사(0-1) 세이브: 모리후쿠 마사히코(1S) |   |   |   |   |   |   |   |   |   |   |   |   |

#### 2차전
- 10월 14일 - 세이부 돔

| 팀                                                        | 1 | 2 | 3 | 4 | 5 | 6 | 7 | 8 | 9 | R | H | E |
| 소프트뱅크                                                | 0 | 0 | 0 | 0 | 0 | 0 | 0 | 0 | 0 | 0 | 7 | 2 |
| 세이부                                                    | 0 | 0 | 7 | 1 | 0 | 0 | 0 | 0 | X | 8 | 9 | 1 |
| 승리 투수: 기시 다카유키(1-0) 패전 투수: 다케다 쇼타(0-1) |   |   |   |   |   |   |   |   |   |   |   |   |

#### 3차전
- 10월 15일 - 세이부 돔

| 팀 | 1 | 2 | 3 | 4 | 5 | 6 | 7 | 8 | 9 | R | H | E |
| 소프트뱅크 | 0 | 0 | 0 | 2 | 0 | 0 | 0 | 1 | 0 | 3 | 6 | 0 |
| 세이부 | 0 | 0 | 0 | 1 | 0 | 0 | 0 | 0 | 1 | 2 | 6 | 0 |
| 승리 투수: 오토나리 겐지(1-0) 패전 투수: 이시이 가즈히사(0-1) 세이브: 오카지마 히데키(1S) 홈런: 세이부 – 나카무라 다케야(4회 1점), 호세 오티스(9회 1점) |   |   |   |   |   |   |   |   |   |   |   |   |

### 파이널 스테이지

#### 경기 기록
| 일시                             | 경기       | 원정팀(선공)               | 스코어 | 홈팀(후공)               | 개최 구장 |
| -------------------------------- | ---------- | -------------------------- | ------ | ------------------------ | --------- |
| 어드밴티지                       | 어드밴티지 | 후쿠오카 소프트뱅크 호크스 |        | 홋카이도 닛폰햄 파이터스 |           |
| 10월 17일(수)                    | 1차전      | 후쿠오카 소프트뱅크 호크스 | 2 - 3  | 홋카이도 닛폰햄 파이터스 | 삿포로 돔 |
| 10월 18일(목)                    | 2차전      | 후쿠오카 소프트뱅크 호크스 | 0 - 3  | 홋카이도 닛폰햄 파이터스 | 삿포로 돔 |
| 10월 19일(금)                    | 3차전      | 후쿠오카 소프트뱅크 호크스 | 2 - 4  | 홋카이도 닛폰햄 파이터스 | 삿포로 돔 |
| 승리팀: 홋카이도 닛폰햄 파이터스 |            |                            |        |                          |           |

#### 1차전
- 10월 17일 - 삿포로 돔

| 팀 | 1 | 2 | 3 | 4 | 5 | 6 | 7 | 8 | 9 | R | H | E |
| 소프트뱅크 | 0 | 0 | 0 | 0 | 0 | 0 | 2 | 0 | 0 | 2 | 9 | 0 |
| 닛폰햄 | 0 | 0 | 0 | 0 | 0 | 0 | 3 | 0 | X | 3 | 6 | 0 |
| 승리 투수: 요시카와 미쓰오(1-0) 패전 투수: 후지오카 요시아키(0-1) 세이브: 다케다 히사시(1S) 홈런: 닛폰햄 – 이토이 요시오(7회 2점) |   |   |   |   |   |   |   |   |   |   |   |   |

#### 2차전
- 10월 18일 - 삿포로 돔

| 팀 | 1 | 2 | 3 | 4 | 5 | 6 | 7 | 8 | 9 | R | H | E |
| 소프트뱅크 | 0 | 0 | 0 | 0 | 0 | 0 | 0 | 0 | 0 | 0 | 6 | 1 |
| 닛폰햄 | 1 | 0 | 0 | 0 | 0 | 0 | 2 | 0 | X | 3 | 5 | 0 |
| 승리 투수: 다케다 마사루(1-0) 패전 투수: 아라카키 나기사(0-1) 세이브: 다케다 히사시(2S) 홈런: 닛폰햄 – 이토이 요시오(7회 2점) |   |   |   |   |   |   |   |   |   |   |   |   |

#### 3차전
- 10월 19일 - 삿포로 돔

| 팀 | 1 | 2 | 3 | 4 | 5 | 6 | 7 | 8 | 9 | R | H | E |
| 소프트뱅크 | 0 | 0 | 0 | 0 | 0 | 0 | 1 | 1 | 0 | 2 | 5 | 1 |
| 닛폰햄 | 3 | 0 | 0 | 0 | 0 | 1 | 0 | 0 | X | 4 | 8 | 0 |
| 승리 투수: 브라이언 울프(1-0) 패전 투수: 셋쓰 다다시(0-1) 세이브: 다케다 히사시(3S) 홈런: 소프트뱅크 – 윌리 모 페냐(7회 1점) |   |   |   |   |   |   |   |   |   |   |   |   |

## 수상 선수
- MVP

이토이 요시오(닛폰햄)
- 매뉴라이프파이낸셜생명 특별상

퍼스트 스테이지 : 셋쓰 다다시(소프트뱅크)
파이널 스테이지 : 다케다 히사시(닛폰햄)

## 같이 보기
- 2012년 센트럴 리그 클라이맥스 시리즈
- 2012년 일본 시리즈